# خائیمه بلانچ
خائیمه بلانچ (اسپانیایی: Jaime Blanch‎؛ زادهٔ ۹ سپتامبر ۱۹۴۰) بازیگر اهل اسپانیا است.
از فیلم‌ها یا برنامه‌های تلویزیونی که وی در آن نقش داشته‌است، می‌توان به امکانش هست؟، یک گام به پیش، تورمولینوس ۷۳ و روز هیولا اشاره کرد.